# Antonio Musa Azar
Antonio Musa Azar Curi (Árraga, 6 de diciembre de 1936 - Santiago del Estero, 25 de septiembre de 2021) fue un exjefe de Inteligencia de la Policía de Santiago del Estero y excomisario argentino de Santiago del Estero. Fue condenado por delitos de lesa humanidad. Recibió tres condenas a cadena perpetua en tres juicios diferentes. Al momento de su muerte cumplía su condena en prisión domiciliaria, beneficio que recibió en enero de 2018.

## Biografía
Antonio Musa Azar nació el día 6 de diciembre de 1936 en la localidad de Árraga, Departamento Silipica, Santiago del Estero. Entró en la policía en 1956. En 1972 formaba parte de la Dirección de Informaciones Policiales (DIP), el servicio de inteligencia de la fuerza. Fue a la Escuela de Guerra. Luego fue comisario y tuvo a su cargo la Dirección de Seguridad y la DIP.
Durante la dictadura fue ascendido a comisario general.

## Trayectoria
Muza Azar participó en la masacre de Margarita Belén en Chaco.

El 24 de junio de 2008 fue condenado, a cadena perpetua, por la Cámara del Crimen de II Nominación de Santiago del Estero, por la violación y asesinato de dos mujeres en plena democracia, en 2003, Leyla Nazar y Patricia Villalba, conocido como el doble crimen de La Dársena.
Sus abogados apelaron pero la condena fue ratificada por la Suprema Corte de Justicia.
En 2010 el Tribunal Oral Federal de Santiago del Estero lo condenó a cadena perpetua por el secuestro, tortura y asesinato de Cecilio Kamenetzky.
En 2012 fue condenado a cadena perpetua por el asesinato de Consolación Carrizo, por la tortura de 31 personas y por secuestros y violaciones sexuales.
El Tribunal Oral Federal (TOF), que lo condenó, ordenó que fuera trasladado a la Unidad Penitenciaría Federal de Colonia Pinto, pero quedó alojado en el Hospital Regional. Fue un fallo histórico en el cual se condenó el abuso deshonesto (sexual) en perjuicio de un detenido varón.

Finalmente fue destinado a la cárcel de Ezeiza.
En 2018 fue condenado a diez años de prisión por la causa Caballero II. Queda pendiente una causa por las torturas y violaciones a una militante chaqueña que sobrevivió. 

### Prisión
En diciembre de 2013 Musa Azar fue condenado a prisión perpetua por la comisión de crímenes de lesa humanidad, condena que fue ratificada en septiembre de 2016. 

En noviembre de 2017 un tribunal de Santiago del Estero le otorgó el beneficio de la prisión domiciliaria. Horas después, esta medida fue suspendida.

Sin embargo, en enero de 2018, obtuvo dicho beneficio. La resolución la dictó el Tribunal Oral Federal de Santiago del Estero, el mismo tribunal que el 28 de diciembre de 2017 lo condenó a 22 años de cárcel por los crímenes de la Megacausa III.